# 1598
1598 (MDXCVIII) fue un año común comenzado en jueves del calendario gregoriano y un año común comenzado en domingo del calendario juliano.

## Acontecimientos
- 21 de febrero: Coronación de Boris Godunov como Zar de Rusia. Fue el primer soberano en no pertenecer a la Dinastía Rúrika, que gobernó el territorio ruso por más de 700 años.
- Abril: terminan las Guerras de religión de Francia con el Edicto de Nantes.
- 30 de abril: Juan de Oñate funda la provincia Santa Fe de Nuevo México.[1]
- 2 de mayo: Felipe II de España y Enrique IV de Francia firman la Paz de Vervins, uno de los tratados que sirvió para acabar las Guerras de Religión de Francia. Según algunos historiadores, este evento marca el inicio de la Pax Hispanica.
- 14 de agosto: en el marco de la Guerra Irlandesa de los Nueve Años (o Rebelión de Tyrone), los ingleses son derrotados por los rebeldes irlandeses en la Batalla de Yellow Ford.
- 13 de septiembre: coronación de Felipe III de España. Durante su gobierno, España alcanzó su máxima expansión territorial.[2]
- 16 de diciembre: las fuerzas japonesas son derrotadas en la decisiva Batalla de Noryang.[3]
- 23 de diciembre: los Mapuche obtienen una victoria decisiva sobre los conquistadores españoles en la Batalla de Curalaba, evento que convencionalmente marca el fin de la Conquista de Chile.
- 24 de diciembre: finaliza la Guerra Imjin (Invasión japonesa de Corea) con la huida del último navío japonés.[3]
- 26 de diciembre: en el Palacio Tornabuoni de la ciudad de Florencia (Italia) se representa en privado por primera vez La Dafne, la primera ópera de la Historia, compuesta por el compositor italiano Jacopo Peri (1561-1633). Se estrenará en público el 21 de enero del año siguiente en el Palacio Pitti, de Florencia.[4]
- Los Estados Pontificios anexionan el Ducado de Ferrara.
- En mayo, un devastador terremoto de 6,7 sacude Turquía dejando un saldo de 60.000 muertos.

## Arte y literatura
- William Shakespeare escribe las obras teatrales Trabajos de amor perdidos (perdida) y Enrique V.
- Lope de Vega escribe La Arcadia.

## Nacimientos
- 13 de noviembre: Bartholomeus Breenbergh, pintor neerlandés.
- 7 de diciembre: Gian Lorenzo Bernini, artista italiano renacentista.

## Fallecimientos
- 6 de enero: Teodoro I de Rusia, aristócrata ruso.
- 10 de enero: Jacopino del Conte, pintor italiano (n. 1515).
- 1 de febrero: Scipione Pulzone, pintor italiano (n. 1544).
- 13 de septiembre: Felipe II, rey español (n. 1527).
- 18 de septiembre: Toyotomi Hideyoshi, general japonés del período Sengoku que inició la Guerra Imjin (n. 1537).
- Luis Dávila Benavides, aristócrata español, tercer heredero del mayorazgo de Dávila.
- William Cecil, político inglés.
- Yiva Goswami, escritor religioso bengalí (n. 1513).
- Yi Sun Shin, almirante coreano, también durante la batalla de Noryang en que expulsaron a los japoneses.
- 24 de diciembre: Martín García Óñez de Loyola, militar español y Gobernador de Chile entre 1592 y 1598, muerto en la batalla de Curalaba.